# Olsztyn

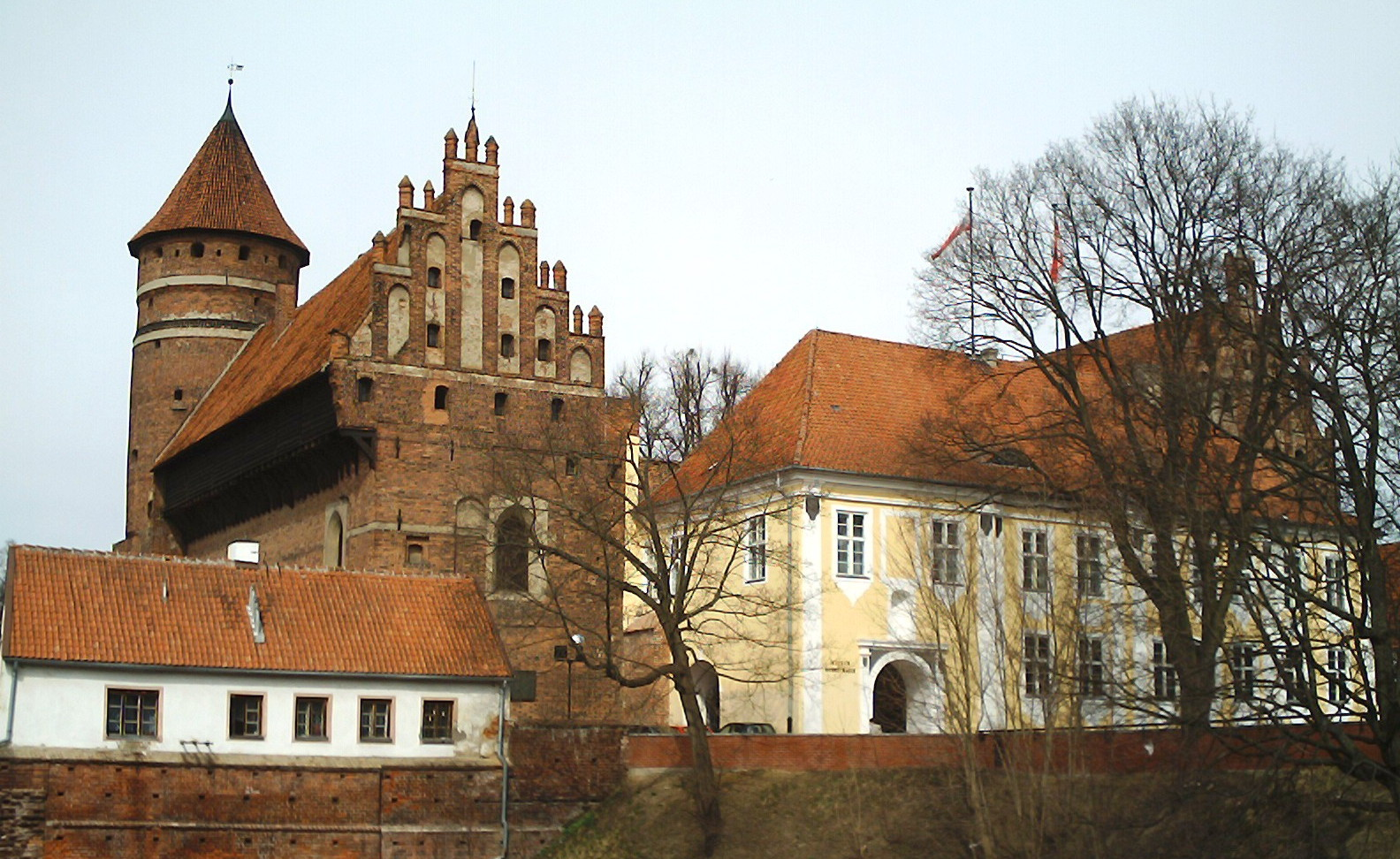
Lâu đài Ordensburg.

Olsztyn [ˈɔlʂtɨn] (tiếng Đức: Allenstein; tiếng Litva: Olštynas) là một thành phố ở đông bắc Ba Lan, bên sông Łyna. Olsztyn đã là thủ phủ của tỉnh Warmian-Masurian từ năm 1999. Trước đây là tỉnh Olsztyn.